# Liebstadia gratiosa
Liebstadia gratiosa är en kvalsterart som först beskrevs av Vasiliu och Calugar 1973.  Liebstadia gratiosa ingår i släktet Liebstadia och familjen Liebstadiidae. Inga underarter finns listade i Catalogue of Life.